# Erophila
Erophila és un gènere de plantes amb flors dins la família Brassicàcia. Consta de tres espècies pròpies de la regió eurosiberiana i mediterrània. Als Països Catalans només es presenta l'espècie Erophila verna.